# Onoklea wrażliwa
Onoklea wrażliwa (Onoclea sensibilis L.) – gatunek roślin należący do rodziny onokleowatych (Onocleaceae). Zazwyczaj klasyfikowany jest jako jedyny przedstawiciel rodzaju onoklea Onoclea (proponowano jednak także włączenie do niego innych gatunków z rodziny). Gatunek występuje współcześnie naturalnie w dwóch różnych odmianach we wschodniej części Ameryki Północnej i we wschodniej Azji, a jako introdukowany także w Europie. Ślady kopalne świadczą o tym, że był w przeszłości gatunkiem niemal kosmopolitycznym. Rośnie w różnych siedliskach naturalnych i antropogenicznych. Uprawiany jest jako roślina ozdobna. Bywa kłopotliwy w uprawie ze względu na ekspansywne rozrastanie się. Zarodniki i gametofity tego gatunku były wykorzystywane w badaniach nad wczesnymi fazami rozwoju paproci. 

## Rozmieszczenie geograficzne
Gatunek w odmianie typowej występuje w Ameryce Północnej na wschód od Wielkich Równin między Florydą a Labradorem i Nową Fundlandią. Zachodnia granica zasięgu biegnie przez prowincję Manitoba w Kanadzie oraz Dakotę Północną, Wyoming, Kolorado i Teksas w USA.
We wschodniej Azji występuje odmiana O. sensibilis var. interrupta obecna we wschodnich i północno-wschodnich Chinach (prowincje Hebei, Heilongjiang, Henan, Jilin, Liaoning oraz region autonomiczny Mongolia Wewnętrzna), na Półwyspie Koreańskim, na Wyspach Japońskich oraz na Sachalinie i w Obwodzie Amurskim na Rosyjskim Dalekim Wschodzie.
Gatunek ten zarejestrowany został jako pierwsza amerykańska paproć sprowadzona do Europy (do Wielkiej Brytanii) już w 1699. Obecnie rośnie na Wyspach Brytyjskich jako uciekinier z upraw, podobnie występuje jako gatunek introdukowany w krajach Beneluksu, w północno-zachodnich Niemczech (od 2002), w krajach bałtyckich i w północnej części europejskiej Rosji. Jako zdziczały odnotowany został także na pojedynczym stanowisku w Nowej Zelandii. W Polsce gatunek znany tylko z upraw.
Ślady kopalne ze wczesnego eocenu wskazują na znacznie szersze wówczas rozprzestrzenienie przodków tej rośliny na świecie (znamienne jest uderzające podobieństwo roślin sprzed 57 milionów lat powodujące oznaczenie tych skamieniałości jako przynależnych do gatunku O. sensibilis).

## Morfologia

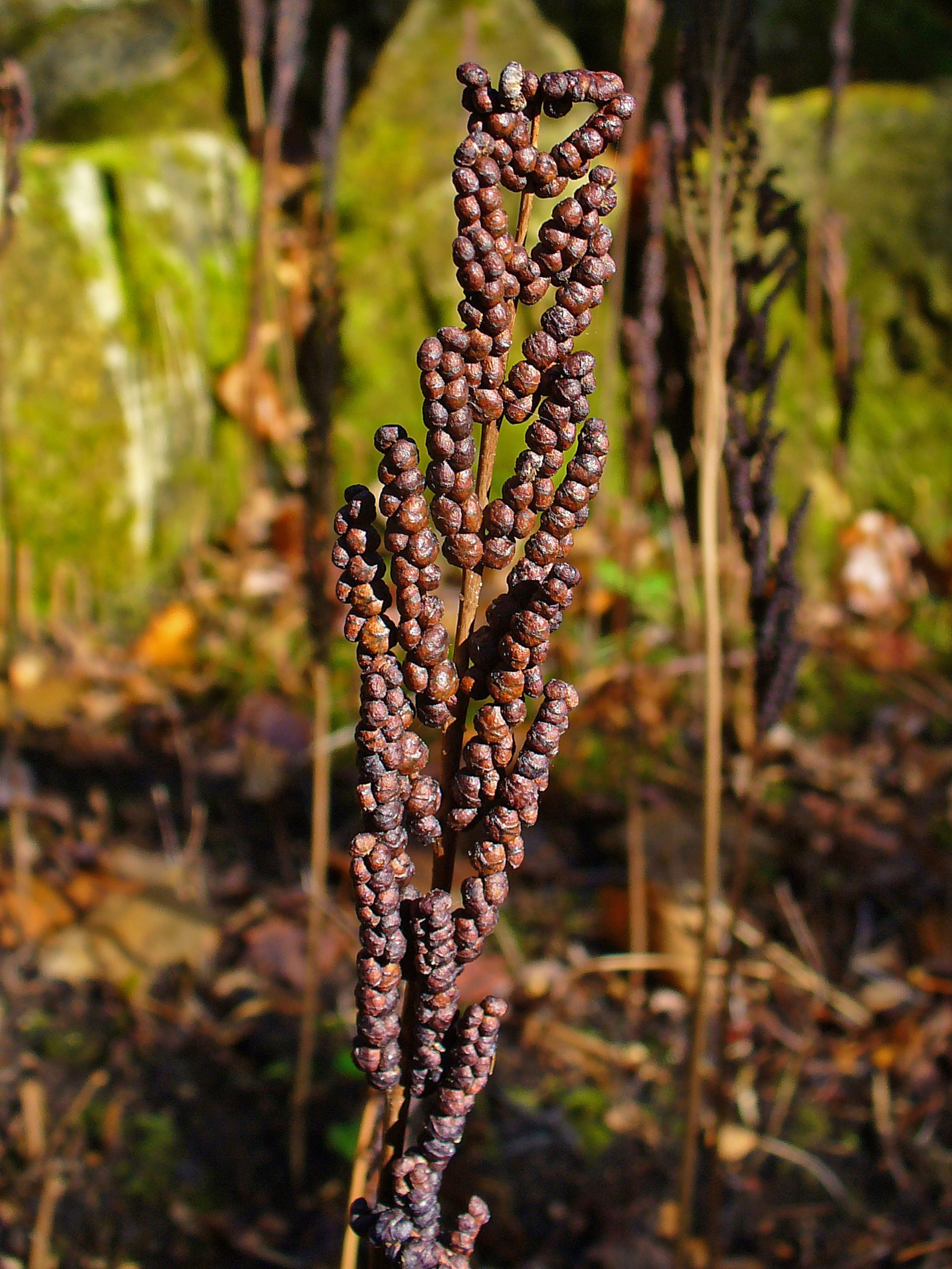
Liść zarodnionośny

PokrójPaproć naziemna średnich rozmiarów, o długich, ciemnobrązowych kłączach pokrytych brązowymi, niezbyt gęstymi, błoniastymi i całobrzegimi łuskami. Ze spodniej strony kłącza wyrastają liczne, włókniste korzenie. Kłącze rozgałęzia się dychotomiczne odwierzchołkowo, tuż u nasady liści. Te wyrastają z kłącza pojedynczo w nieregularnych, dość znacznych odstępach.
LiścieWyraźnie dimorficzne – odmienne liście asymilacyjne i płodne. Liście są niemal nagie (bardzo nieliczne łuski na ogonkach, owłosienie rzadkie). Użyłkowanie siateczkowate. Rzadko spotykane są okazy o liściach mieszanych – z jednej strony z blaszką asymilacyjną, a z drugiej zarodnionośną.
Liście asymilacyjne są żółtawozielone i osiągają od 0,2 do 1 m wysokości (rzadko więcej, przy czym najczęściej sięgają do ok. 60 cm). Blaszka w ogólnym zarysie trójkątna lub podługowata, krótsza od ogonka liściowego (osiąga 13–34 cm długości i 15–30 cm szerokości). Ogonek liściowy długości 22–58 cm jest czarny i spłaszczony u nasady. W obrębie blaszki przechodzi w oskrzydloną osadkę. Blaszka liścia jest pojedynczo pierzasto podzielona (dolne odcinki są mocno wcinane i czasem liście opisywane są jako podwójnie pierzastozłożone w dolnej części). Listków pierwszego rzędu jest od 5 do 11 po każdej stronie (u odmiany interrupta 5–8), w górze są one lancetowate, całobrzegie, niższe liście są coraz to mocniej zatokowo wcinane. U nasady mocno zwężone. Liście asymilacyjne są nietrwałe – jako bardzo wrażliwe na przymrozki i zamierają już po pierwszych, jesiennych.
Liście zarodnionośne są nieco krótsze (zwykle poniżej 40 cm długości), ale trwałe – utrzymują się przez zimę do następnego sezonu. Ich blaszka liściowa jest zredukowana, podwójnie pierzastozłożona, podwija się, okrywając kupki zarodni w formie kulistych odcinków przypominających koraliki o średnicy 2–4 mm. Odcinki pierwszego rzędu w efekcie niemal równowąskie i stulone – liście mają do ok. 5 cm szerokości. Liście te (i kule zawierające zarodnie) są barwy początkowo zielonej, później czarnej.
ZarodnieWyrastają na trzoneczkach różnej długości zebrane w kupki osłonięte cienką i błoniastą, ale trwałą zawijką. Zarówno zarodnie, jak i kupki są kulistawe. Zarodniki są eliptyczne, z pojedynczą bruzdą (ang. monolete). Na powierzchni z kilkoma wyraźnymi fałdkami oraz drobnymi, ale gęsto pokrywającymi całą powierzchnię uszkowato-grzebieniastymi wyrostkami.

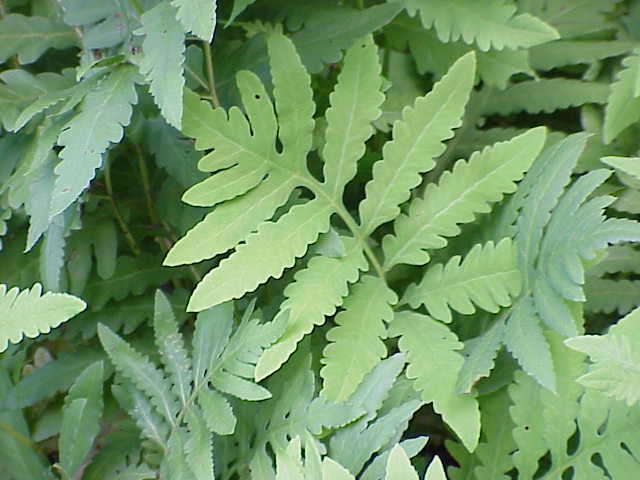
Liść asymilacyjny
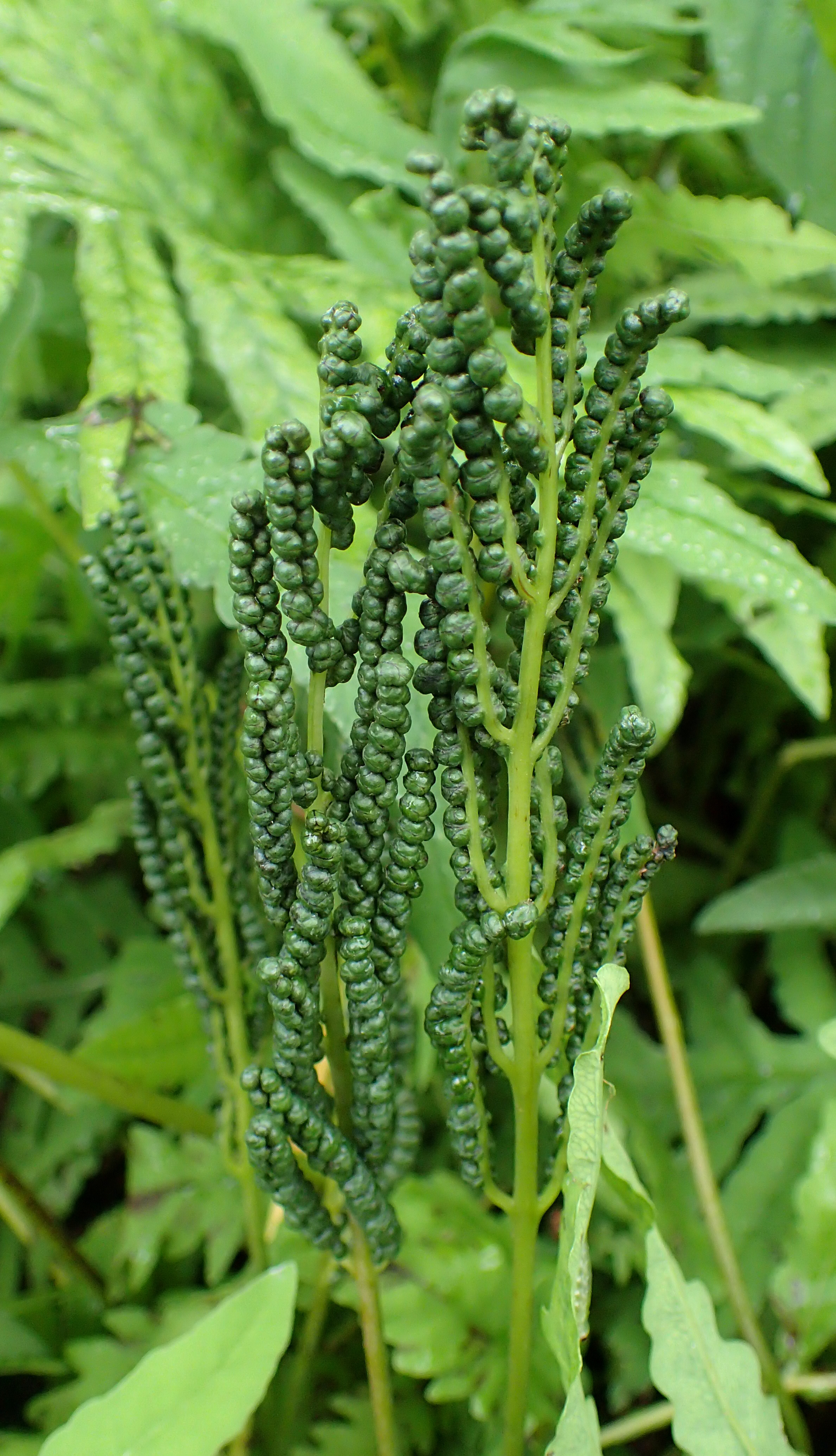
Młode liście zarodnionośne
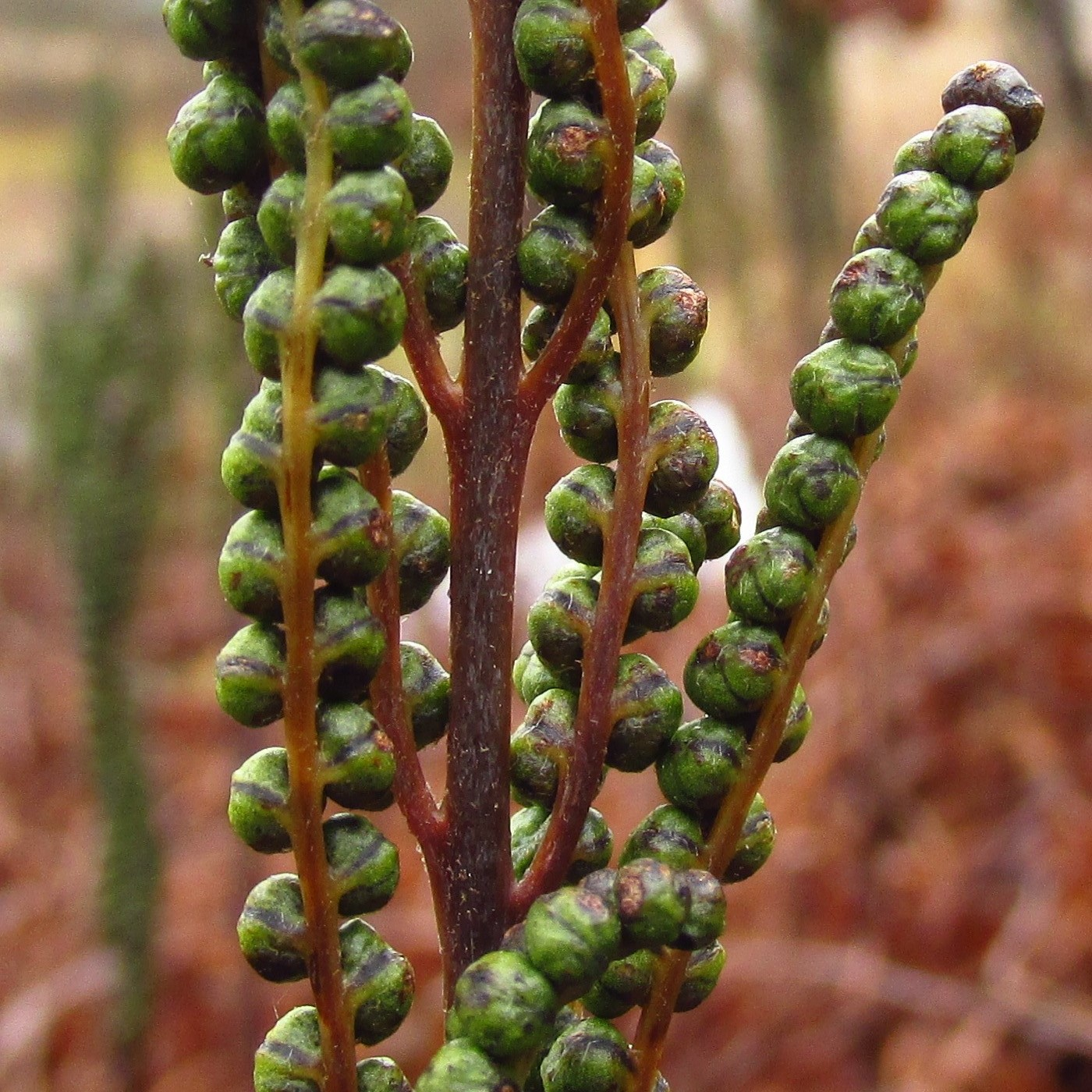
Fragment liścia zarodnionośnego
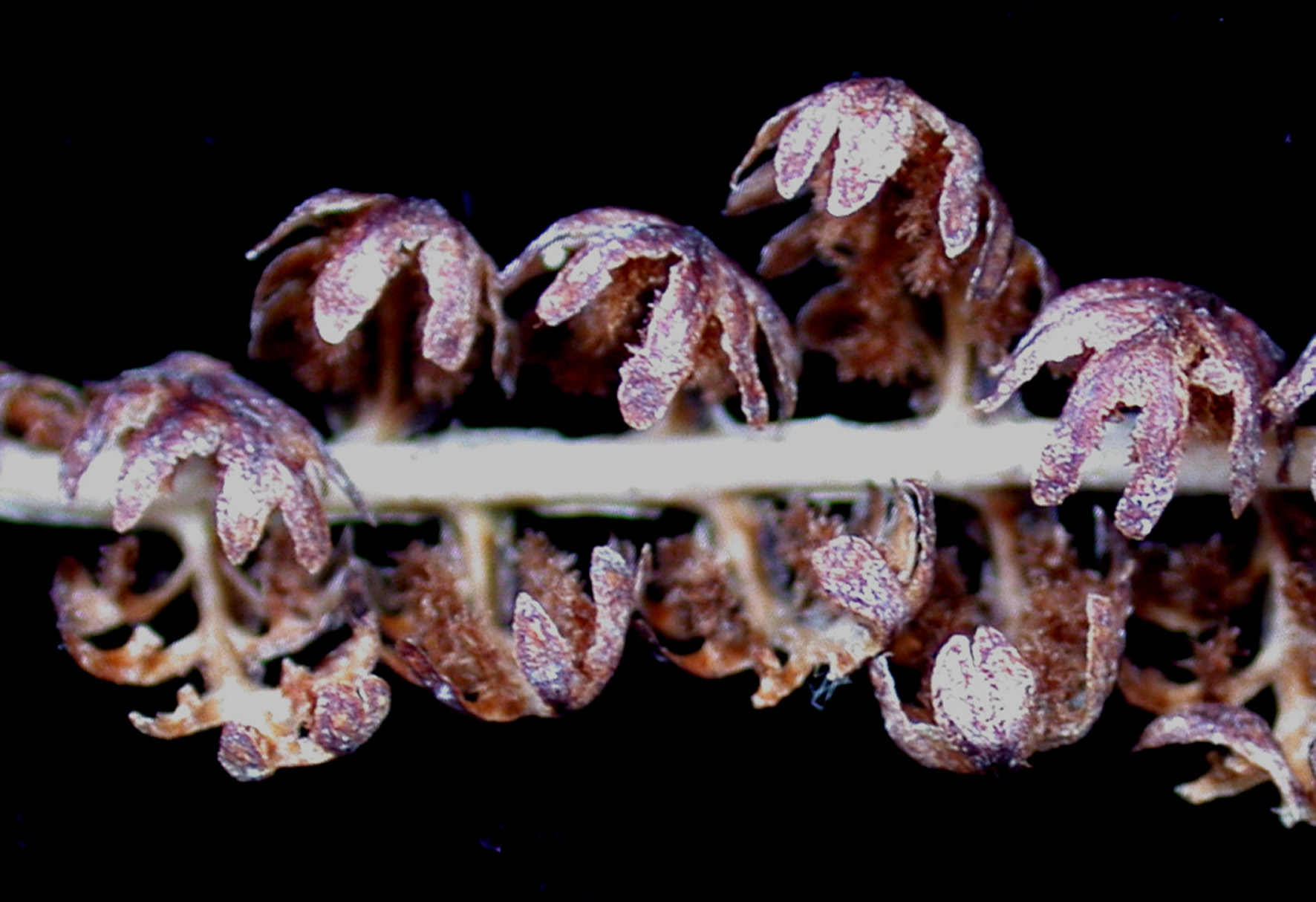
Fragment liścia zarodnionośnego

## Biologia i ekologia

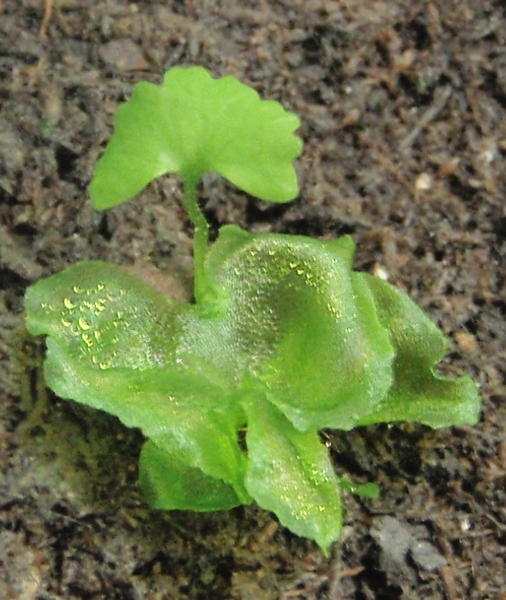
Przedrośle z młodą rośliną

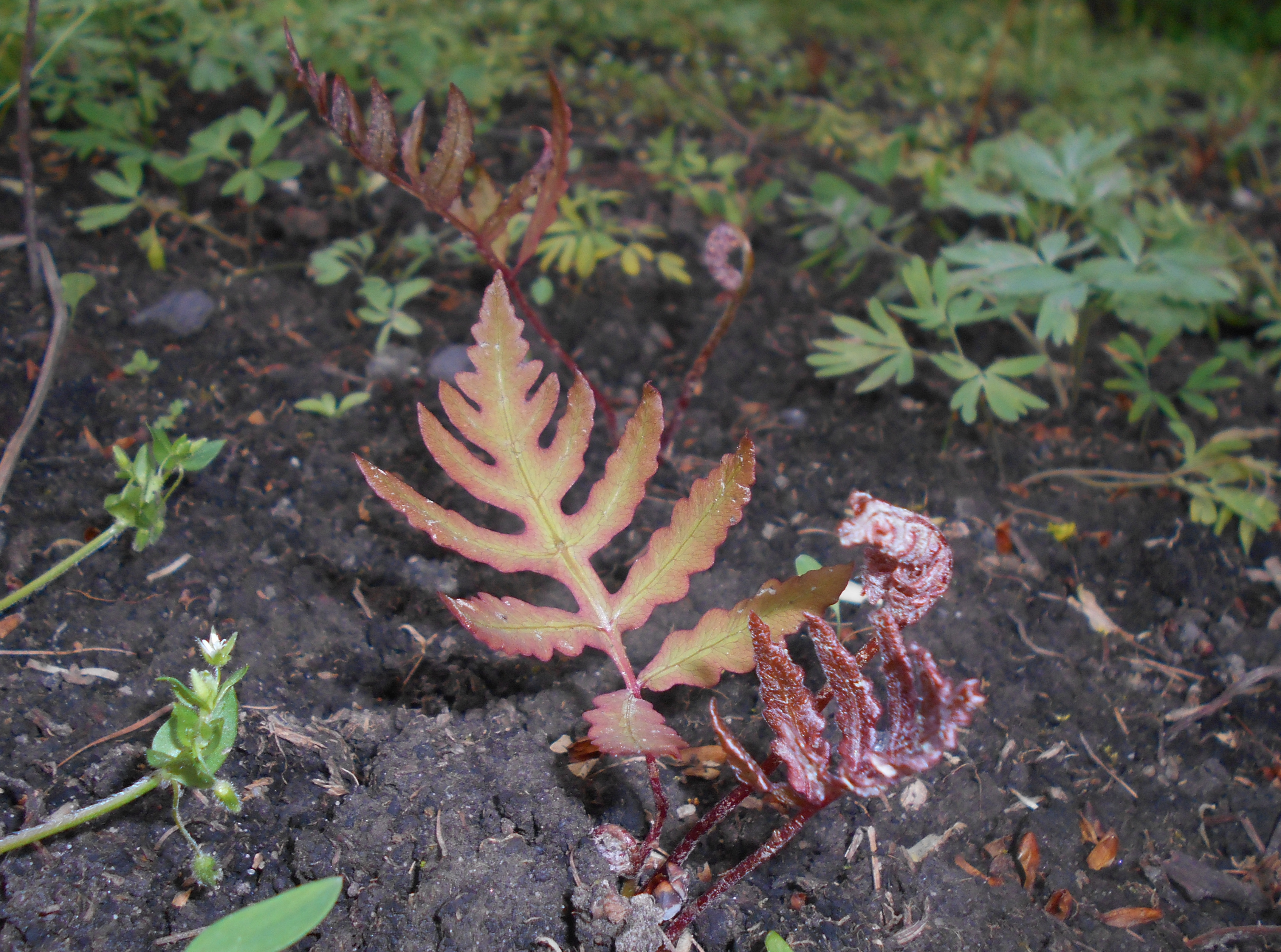
Młode liście o czerwonawym zabarwieniu

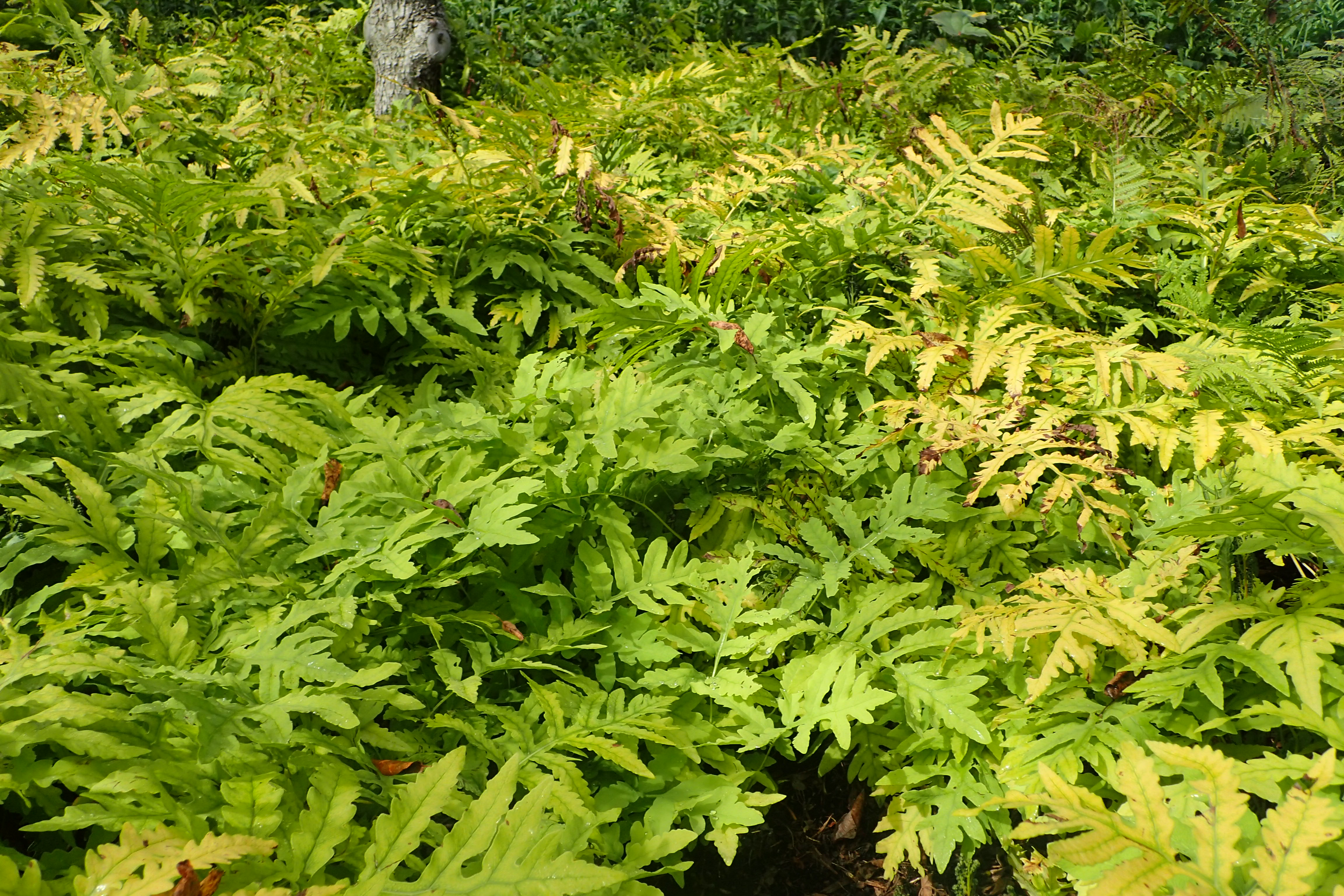
Zwarty płat onoklei (liście żółknące we wrześniu)

Zarodniki kiełkują na powierzchni gleby tworząc cienkie, plechowate przedrośle (gametofit) przypominające wątrobowca. Na przedroślach rozwijają się zwykle zarówno rodnie, jak i plemnie, czasem jednak są one jednopłciowe (wpływ na to ma podłoże, warunki termiczne i wiek przedrośla). W organach tych powstają gamety. Do zapłodnienia dochodzi za pośrednictwem wody. Młode rośliny pokolenia dominującego (sporofity) rozwijają się na krawędzi przedrośla. Początkowy rozwój roślin jest powolny, ale starsze okazy mogą w ciągu jednego sezonu rozrastać się na 0,3 m w różnych kierunkach.
Liście zarodnionośne rozwijają się w ciągu lata (mogą zacząć się rozwijać od maja) i utrzymują się przez rok lub nawet dłużej. Kulistawe odcinki liści osłaniające kupki zarodni pękają zimą i wiosną rozsiewając zarodniki, przy czym przy ciepłej pogodzie dzieje się to dość gwałtownie.
Onoklea rośnie na bardzo zróżnicowanych siedliskach, ale najczęściej w miejscach podmokłych lub wilgotnych, zarówno otwartych jak i zacienionych – na różnego typu mokradłach i w lasach bagiennych i aluwialnych, na wilgotnych łąkach i wzdłuż rowów, rzadziej w miejscach suchych. Spotykana jest także na przydrożach. Odmiana azjatycka rośnie na rzędnych 200–900 m n.p.m., przy czym na terenach górskich zasiedla doliny, w Ameryce do rzędnych 1500 m n.p.m. Na stanowiskach onoklea rośnie często w postaci rozległych płatów.
Liczba chromosomów wynosi 2n = 74.

## Systematyka
Gatunek w większości ujęć systematycznych jest jedynym przedstawicielem rodzaju Onoclea Linnaeus, Sp. Pl. 1062. 1 Mai 1753. W niektórych dawniejszych ujęciach O. sensibilis stanowił monotypową sekcję Onoclea w obrębie rodzaju, siostrzaną dla sekcji Pentarhizidium obejmującą Onoclea orientalis z wschodniej Azji. Do rodzaju tego zaproponowano (w 2011 i 2013) włączenie innych gatunków z rodziny onokleowatych, jako bardzo blisko spokrewnionych i podobnych, jednak w systemie paproci z 2016 (PPG I) zachowano odrębność rodzajów Matteuccia, Onocleopsis i Pentarhizidium, a w konsekwencji monotypowy charakter rodzaju Onoclea.
Rozdzielone dysjunkcją rośliny z Azji klasyfikowane są jako odrębna od typowego taksonu amerykańskiego odmiana (proponowano też nadanie jej rangi odrębnego gatunku):
- O. sensibilis L. var. interrupta Maximowicz, Prim. Fl. Amur. 337. 1859 (syn. O. interrupta (Maximowicz) Ching & P. S. Chiu) – różnice morfologiczne są niewielkie[9], odmiana ta ma mniejszą liczbę odcinków liści asymilacyjnych – 5–8, podczas gdy o odmiany typowej jest ich do 11, odstępy między odcinkami wynoszą 1,5–3 cm[8].

Onoklea wrażliwa tworzy mieszańce z pióropusznikiem strusim Matteuccia struthiopteris.

## Nazewnictwo
Nazwa rodzajowa (Onoclea) utworzona została z greckich słów onos znaczącego „naczynie” i kleio znaczącego „zamykanie, otaczanie pochwą” w nawiązaniu do osłaniania przez blaszkę liścia kupek zarodni na liściach zarodnionośnych. Nazwa gatunkowa naukowa (sensibilis) i zwyczajowa pochodzi od wrażliwości liści asymilacyjnych na niskie temperatury (zamierają już przy pierwszych przymrozkach).

## Zastosowanie
Roślina uprawiana jest jako ozdobna. Zalecana jest do sadzenia w dużych płatach jako roślina okrywowa. Dekoracyjne są jej liście, zwłaszcza młode o czerwonawym zabarwieniu. Jako atrakcyjne opisywane jest także ich żółto-brązowe zabarwienie w okresie jesieni. Mimo wrażliwości liści na mróz jest ona w pełni mrozoodporna – może być z powodzeniem uprawiana w chłodnym klimacie (rośnie w strefach mrozoodporności od 4 do 10). Liście zarodnionośne bywają stosowane jako dodatek do bukietów suchych kwiatów (po wcześniejszym osypaniu zarodników, co następuje w krótkim czasie po przeniesieniu tych liści do ciepłego pomieszczenia). Może być wykorzystywana do umacniania brzegów wód i miejsc zabagnionych.
Roślina wykorzystywana była jako modelowa w badaniach naukowych, w tym nad wpływem białek i lipidów na kiełkowanie zarodników oraz wpływem światła na rozwój komórek gametofitu.

## Uprawa
Roślina łatwa w uprawie. W małych ogrodach i w miejscach wilgotnych, gdzie ma optymalne warunki wzrostu, bywa ekspansywna i może wymagać ograniczania. Może rosnąć zarówno w miejscach nasłonecznionych, jak i zacienionych. Najlepiej rozwija się na glebie kwaśnej, żyznej i wilgotnej. Zaleca się chronić młode liście przed przymrozkami.
Roślina rozmnażana jest (łatwo) przez wysiew zarodników lub podział kłącza.
W uprawie spotykanych jest kilka odmian ozdobnych, rozmnażanych przez podział kłączy:
- 'Nana' – rośliny drobne, o liściach osiągających od kilku do 13 cm wysokości (wyhodowane w Czechach)[9]
- 'Rotstiel' – intensywnie czerwone ogonki liściowe[15], liście nieco niższe niż u typu (do 80 cm), roślina luźniej rosnąca[26]